# Sävsjö (đô thị)
Đô thị Sävsjö (Sävsjö kommun) là một đô thị ở hạt Jönköping, phía nam Thụy Điển với thủ phủ là thị xã Sävsjö.
Đô thị này đã được lập trong cuộc cải cách chính quyền năm 1971, khi thành phố Sävsjö (lập cuối năm 1947) đã được hợp nhất với các khu vực của hai đô thị nông nghiệp liền kề. Hai năm sau, Hjälmseryd được bổ sung vào đô thị này.
Đô thị Sävsjö nằm ở cao nguyên phía nam Thụy Điển vào bao gồm Västra Härad cổ.

## Các đơn vị dân cư trực thuộc
Có 4 khu vực đô thị (cũng gọi là Tätort hay đơn vị địa phương) tại đô thị Sävsjö.
Bảng dưới đây liệt kê các đơn vị trực thuộc của đô thị này theo quy mô dân số thời điểm 31 tháng 12 năm 2005. Thủ phủ được bôi đậm.
| # | Địa phương | Dân số |
| - | ---------- | ------ |
| 1 | Sävsjö     | 5,068  |
| 2 | Vrigstad   | 1.432  |
| 3 | Stockaryd  | 1.003  |
| 4 | Rörvik     | 555    |